# 네바마스커레이드
네바마스커레이드는 러시아산 집고양이 품종이다. 시베리안의 한 품종으로 간주되기도 한다. 다수의 고양이 등록 단체들은 시베리안 품종의 일부라고 생각하지만, 일부 고양이 등록 기관들은 두 품종을 다른 혈통으로 본다. 시베리안과 네바마스커레이드의 가장 큰 차이점은 털 색이다.
네바마스커레이드는 털이 많고 부드러운 몸매를 가지고 있다. 성격의 대부분은 시베리안과 비슷하다.

## 논란
일부 시베리안 애호가들은 네바마스커레이드가 시베리안의 순수성에 위협이 된다고 생각한다. 시베리안은 자연적으로 발생하는 종이지만, 네바마스커레이드의 색깔은 시베리안과 발리니즈, 샴, 히말라얀 사이의 교배종이다.